# Perseo

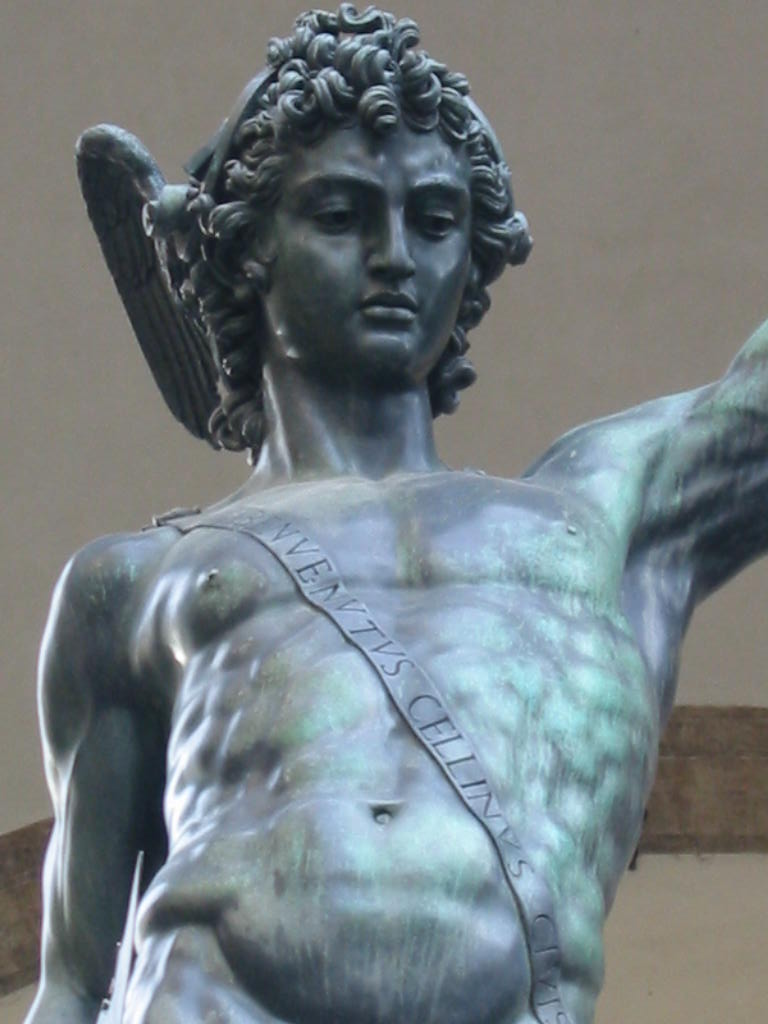
Perseo, de Cellini.

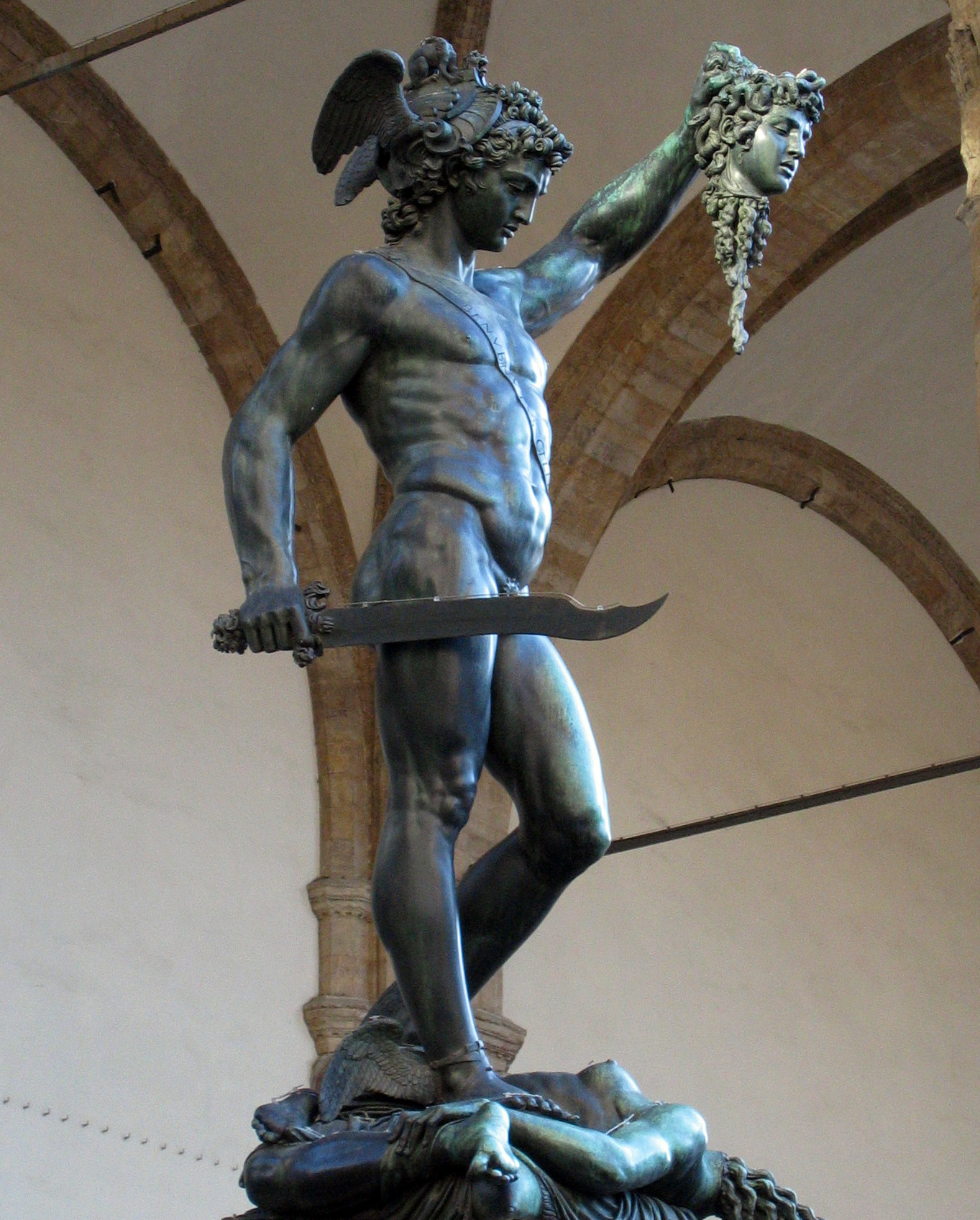
Perseo, con la cabeza de Medusa.

Perseo (en griego antiguo, Περσεύς) es un semidiós y héroe de la mitología griega, hijo de Zeus y de la mortal Dánae. Es especialmente conocido por matar a Medusa y salvar a Andrómeda. La tradición también le atribuía la fundación de Micenas. Su recuerdo aún permanece a día de hoy pues se dice que fue catasterizado en los cielos como la constelación de Perseo o Perseus.

## Nacimiento de Perseo

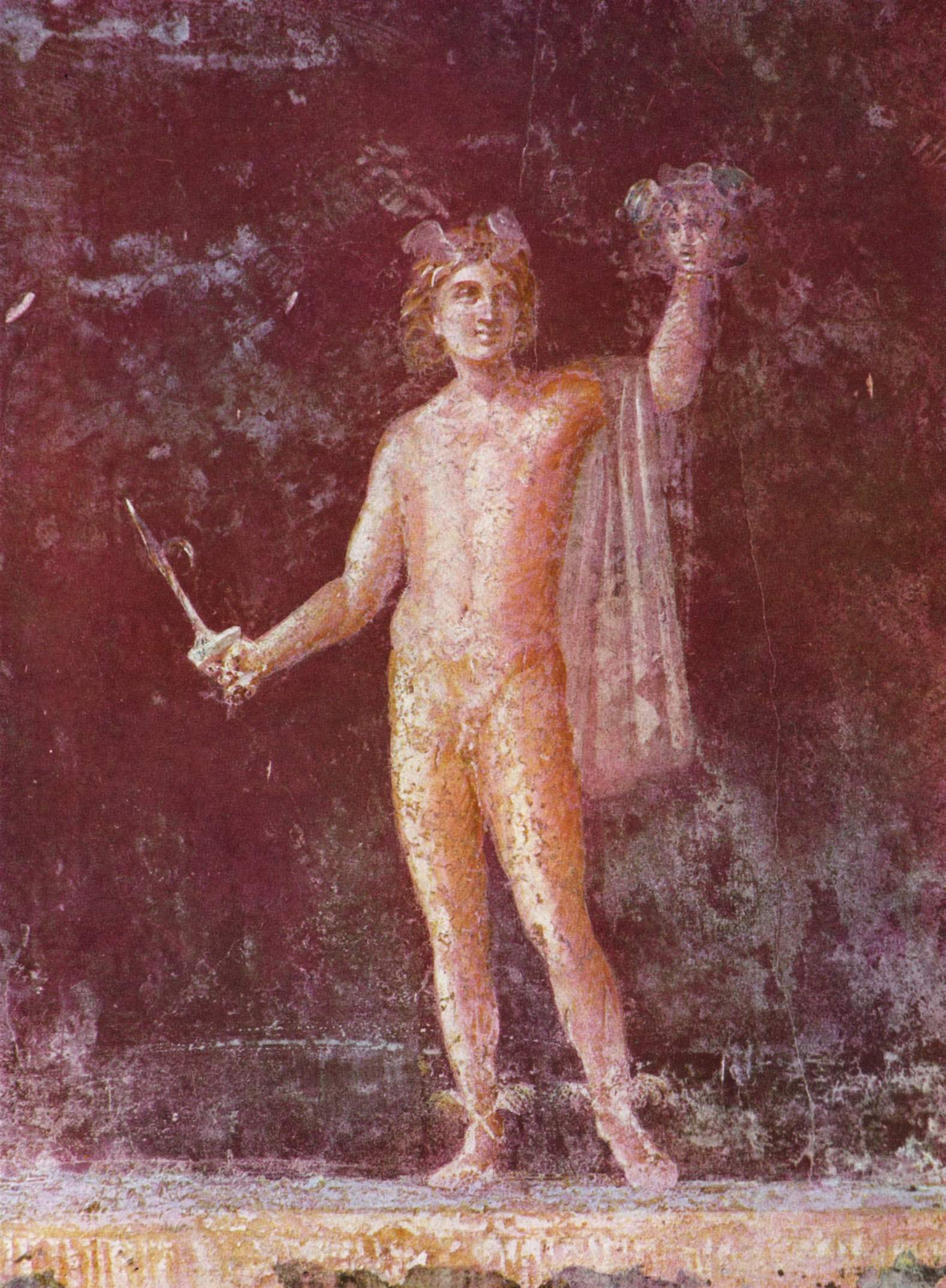
Perseo sosteniendo la cabeza de Medusa (fresco de Pompeya).

Según la versión del Pseudo-Apolodoro y la de Pausanias, un oráculo había anunciado a Acrisio, rey de Argos, que moriría a manos de su propio nieto. Para evitarlo, Acrisio hizo encerrar a su hija Dánae en un cuarto de bronce (o en una cámara subterránea de ese material) para impedir que tuviera trato con ningún varón. Sin embargo, el rey de los dioses, Zeus, se transformó en una lluvia de oro que cayó en Dánae desde el techo y la dejó embarazada. Pero hay otra tradición, que recoge Ovidio en sus Metamorfosis, que decía que había sido Preto, hermano de Acrisio, quien había seducido a Dánae. En cualquier caso, la princesa concibió a Perseo. Al enterarse Acrisio, no creyendo divino el nacimiento del niño, lo arrojó con Dánae al mar en un arca de madera. El mar fue calmado por Poseidón a petición de Zeus, y la madre y el hijo sobrevivieron y alcanzaron la costa de la isla de Serifos. En esa isla gobernaba el rey Polidectes, y su hermano Dictis recogió a la mujer y al niño, al que criaría como si fuera su hijo.

## Expedición para matar a Medusa
Más tarde, Polidectes se enamoró de Dánae. Pensando que el joven Perseo podía ser un estorbo para sus planes, intentó librarse de él mediante una estratagema: hizo creer a todo el mundo que pretendía conquistar a la princesa Hipodamía y pidió a los habitantes de la isla que le entregase un regalo cada uno como presente, para poder ofrecerlo a su vez a la princesa. Perseo dijo que no pondría reparos para entregar cualquier cosa: incluso si hubiera de ser la cabeza de Medusa, que era una de las tres Gorgonas y podía convertir en piedra a los hombres solo con la mirada. Polidectes aceptó como regalos los caballos de otros habitantes de la isla, pero no aceptó los de Perseo, y le mandó que le trajese la cabeza de la Gorgona que le había prometido.
Perseo partió, guiado por los dioses Atenea y Hermes, en busca de las hijas de Forcis: las grayas, hermanas de las gorgonas. Las grayas eran tres ancianas que solo tenían un ojo y un diente para las tres, y se los iban pasando una a otra. Perseo les arrebató el ojo y, a cambio de devolvérselo, las obligó a confesar dónde vivían ciertas ninfas que custodiaban artefactos divinos.
Así, Perseo encontró a las ninfas, y estas le regalaron la kíbisis (alforja o zurrón) para contener la cabeza sin peligro, las tālāria (sandalias aladas) y el casco de Hades, que volvía invisible a quien lo llevara puesto. O bien se lo describe con una espada (o cimitarra) negra y un tahalí de bronce. Además, recibió de Hermes una hoz de acero (para cercenar la cabeza de la gorgona) y de Atenea un espejo. Otros dicen que recibió de Hefesto un cuchillo hecho de adamanto y que incluso Hermes, que amaba a Perseo, le entregó su pétaso.
Pertrechado con estos objetos, Perseo llegó a introducirse en la morada de las gorgonas, que, como las grayas, eran hijas de Forcis. Mientras estaban dormidas las gorgonas, Perseo se acercó a ellas. Atenea guio la mano de Perseo. Así, Perseo alcanzó a cortar la cabeza de la gorgona, de la que nacieron el caballo alado Pegaso y el enorme Crisaor. Esteno y Euríale, las hermanas inmortales de Medusa, buscaron a Perseo, pero no pudieron encontrarlo porque el casco de Hades lo hacía invisible. Versiones tardías ofrecen el detalle de que Perseo usó el escudo de Atenea a guisa de espejo para ver a Medusa sin mirarla de frente.

## Encuentro con Atlas
Perseo fue después al país donde reinaba Atlas, a quien, una vez allí, pidió hospitalidad. Atlas, sin embargo, recordó que un oráculo le había dicho que un hijo de Zeus llegaría para robarle los frutos del jardín de las Hespérides, e intentó expulsar a Perseo. Este empleó la cabeza de Medusa y Atlas quedó convertido en piedra.

## Rescate de Andrómeda

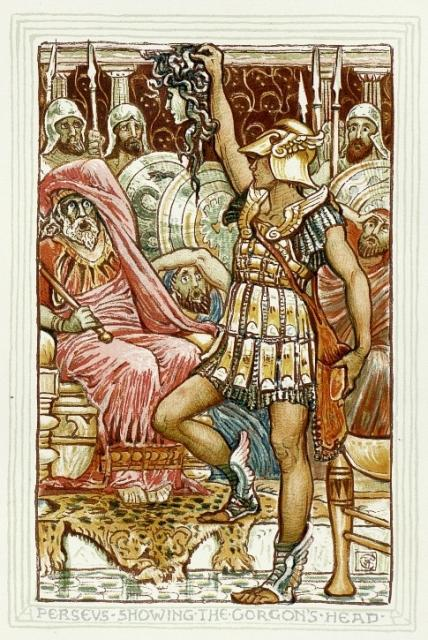
Perseo mata a Polidectes.

Al llegar a Etiopía o, en otras versiones, a Jaffa, Perseo encontró a Andrómeda encadenada a una roca: la habían mandado dejar allí sus padres, los reyes Cefeo y Casiopea, para que fuera devorada por un monstruo marino, Ceto, que había sido enviado por los dioses como castigo por haberse jactado Casiopea de ser más hermosa que las nereidas. Un oráculo de Amón había dicho que solo se verían libres del monstruo si le era ofrecida Andrómeda como alimento. Perseo quedó prendado de Andrómeda y decidió liberarla. Tras pedir la mano de la princesa a Cefeo y Casiopea, mató al monstruo con su espada o, según otras versiones, petrificó una de sus partes al mostrarle la cabeza de Medusa.
Durante el banquete de bodas con Andrómeda, llegó Fineo, tío paterno de ella y a la vez su prometido. Comenzó una batalla entre quienes apoyaban el enlace y los partidarios de Fineo. Perseo mató a muchos, pero, al ver la inferioridad numérica de su bando, no tuvo más remedio que emplear la cabeza de Medusa para convertir en piedra a Fineo y a los que lo acompañaban.

## Perseo se venga de Polidectes
Después, Perseo regresó a Serifos. Allí, Dictis y Dánae se habían refugiado en un templo huyendo del acoso de Polidectes. Perseo se presentó ante Polidectes y ante toda su corte, sacó la cabeza de Medusa y se la mostró a toda la concurrencia, que quedó petrificada. Luego, hizo a Dictis rey de Serifos, devolvió a Hermes las sandalias aladas y le dio el zurrón y el casco de Hades, y entregó la cabeza de Medusa a Atenea, quien la pondría en su escudo.

## Cumplimiento de la profecía
Después, Perseo decidió regresar a Argos, con Dánae y Andrómeda. Habiéndose enterado Acrisio de que su nieto viajaba para encontrarse con él, puso tierra de por medio, encaminándose a Lárisa, donde se puso a presenciar unos juegos. Perseo también acudió a esos juegos y participó en el lanzamiento de disco, pero lo hizo con tan mala fortuna que golpeó a Acrisio en la cabeza y lo mató, cumpliéndose así la profecía. Debido a esta muerte accidental, Perseo no quiso seguir gobernando en Argos, su legítimo reino. Su tío segundo Megapentes, primo de Dánae, era rey de Tirinto, así que intercambiaron el reino: Perseo se convirtió así en rey de Tirinto y Megapentes de Argos.

## Descendientes y amantes
Según Apolodoro, Perseo tuvo hijos con Andrómeda. Antes de ir a la Hélade, engendró a Perses, a quien dejó con Cefeo (se dice que de él descienden los reyes de Persia); y ya en Micenas nacieron Alceo, Esténelo, Heleo, Méstor y Electrión. También tuvieron una hija Gorgófone, a la que desposó Perieres. El Catálogo de mujeres nos cuenta que tres de los hijos de Perseo se desposaron con las hijas de Pélope: así Alceo desposó a Astidamía (de quien nació Anfitrión), y Electrión a Lisídice (padres de Alcmena), pero Esténelo prefirió a Nicipe (padres de Euristeo). El más conocido de sus descendientes habría sido Heracles, hijo de Alcmena. En otras tradiciones se dice que la hija de Perseo no era Gorgófone, sino Autocte, que le dio hijas a Egeo, pero ningún hijo varón. Se añade además a otro hijo: Cinuro, epónimo de una ciudad de Laconia. Incluso en una versión Hermes y Perseo fueron amantes.

## El mito en la cultura occidental

### En la literatura y la pintura

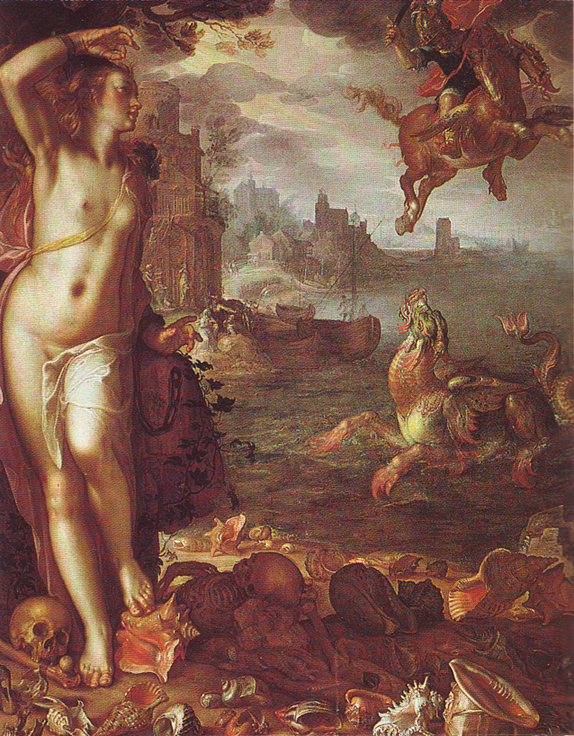
Pintura de Joachim Wtewael: Perseo liberando a Andrómeda. Museo del Louvre. París

Los pintores renacentistas asociaron a menudo, erróneamente, el vuelo de Perseo con el caballo alado Pegaso. En la tradición de los mitos griegos, Perseo vuela con sus sandalias aladas, no sobre Pegaso.

### En el cine y videojuegos
En la película italiana Perseo el invencible, de 1963, dirigida por Alberto De Martino, el personaje de Perseo fue interpretado por Richard Harrison.
1973: Perseo (Персей), cortometraje de dibujos animados producido por Soyuzmultfilm y dirigido por Aleksandra Snezhko-Blotskaya (Александра Снежко-Блоцкая, 1909-1980).
En la película de 1981 Furia de Titanes, el personaje de Perseo fue interpretado por Harry Hamlin (n. 1951). En la película de 2010 del mismo título, el personaje fue interpretado por Sam Worthington. En el largometraje de 2010, la historia de Perseo no se corresponde con el mito salvo por los nombres y por varios hechos; no guarda patrón temporal ni descriptivo con el mito, ni tampoco con la película de 1981.
El personaje Perseus "Percy" Jackson es llamado así en referencia a Perseo, aunque el personaje de Riordan es hijo de Poseidón y una mortal llamada Sally Jackson, y no de Zeus. Entre las similitudes con Perseo, Percy mata a Medusa y se encuentra con Cronos.
En el videojuego "God of War 2" de Playstation 2, de 2007, el personaje de Perseo hace su aparición.